# Villers-Saint-Genest
Villers-Saint-Genest település Franciaországban, Oise megyében. Lakosainak száma 388 fő (2022. január 1.). Villers-Saint-Genest Betz, Boissy-Fresnoy, Bouillancy, Chèvreville, Nanteuil-le-Haudouin és Péroy-les-Gombries községekkel határos.

## Népesség
A település népessége az elmúlt években az alábbi módon változott:
| Lakosok száma | 386  | 377  | 399  | 389  | 395  | 394  | 390  | 389  | 388  |
|               | 2013 | 2015 | 2016 | 2017 | 2018 | 2019 | 2020 | 2021 | 2022 |